# آرمن نازاریان
آرمن نازاریان (به ارمنی: Արմեն Նազարյան) (به بلغاری: Армен Назарян، زادهٔ ۹ مارس ۱۹۷۴) کشتی‌گیر بازنشستهٔ ارمنی‌تبار بلغارستانی است که در دسته‌های ۵۲، ۵۸ و ۶۰ کیلوگرم کشتی فرنگی برای هر دو کشور ارمنستان و بلغارستان در مسابقات ورزشی شرکت کرد. نازاریان یکی از بهترین و پرافتخارترین کشتی‌گیران رشتهٔ فرنگی در تمام ادوار است. او برندهٔ دو مدال طلا (۱۹۹۶، ۲۰۰۰) و یک برنز (۲۰۰۴) از بازی‌های المپیک است. او همچنین سه مدال طلا (۲۰۰۲، ۲۰۰۳، ۲۰۰۵)، دو نقره (۱۹۹۳، ۱۹۹۵) و سه برنز (۱۹۹۷، ۱۹۹۸، ۱۹۹۹) را از مسابقات قهرمانی کشتی جهان کسب کرده و نیز قهرمان شش دورهٔ مسابقات قهرمانی کشتی اروپا است.
پس از استقلال ارمنستان در سال ۱۹۹۱، نازاریان اولین مدال طلای المپیک را برای این کشور کسب کرد. او در سال‌های ۱۹۹۸ و ۲۰۰۳ توسط فیلا به عنوان بهترین کشتی‌گیر سال جهان شناخته شد و در سال ۲۰۰۷ به عنوان عضو تالار مشاهیر فیلا انتخاب شد.

## نگارخانه

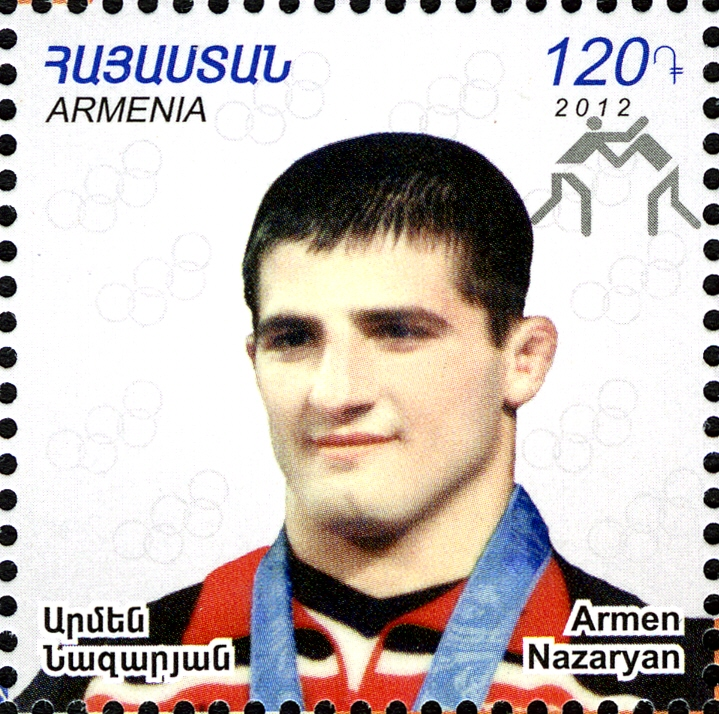